# 宮本優太
宮本優太（日语：宮本 優太；1999年12月15日—），日本足球運動員，司職右後衛，現效力日職球隊浦和紅鑽。

## 俱樂部生涯
宫本优太出生于1999年12月15日，于2020年11月从流通经济大学租借至浦和红钻效力，并在2022年正式自由身份加盟浦和红钻。
2022赛季，宫本优太代表浦和红钻在各项赛事出场22次，贡献1次助攻。
浦和红钻官方宣布，宫本优太租借加盟比甲B球队丹泽，租借期至2023年6月30日。

## 外部連結
- 宮本 優太 / Yuta MIYAMOTO的Instagram帳戶
- 宮本 優太 / Yuta MIYAMOTO的X（前Twitter）